# Гоплит
Гопли́т (др.-греч. ὁπλίτης) — древнегреческий тяжеловооружённый пеший воин ближнего боя.
Слово «Гопли́т» происходит от названия большого тяжёлого круглого щита — гоплон (др.-греч. ὅπλον), в другом источнике большого овального щита (ἀσπίς); ср. пельтасты, названные по лёгкому щиту — пельте. В героическое время Греции они были лишь неважной дружиной какого-нибудь знатного человека, правителя, а позже стали основой войска. В македонском войске Гопли́ты назывались Фалангитами (Φαλαγγῖται).

## История
Предполагается, что впервые появились в аргосской армии. Гоплиты — тяжело вооружённые древнегреческие пехотинцы. Гоплиты служили в армиях греческих городов-государств (полисов) и по своей сути были солдатами-гражданами, так как долгом гражданина любого свободного полиса было несение военной службы. Поэтому любое собрание граждан представляло собой собрание солдат — служащих в данное время или отслуживших ветеранов. После реформ Солона в Афинах выступать на войну, будучи снаряжённым как гоплит, должны были представители наиболее многочисленного сословия зевгитов. Вероятно, что и в других греческих полисах (городах-государствах) гоплитами во время войны становились граждане со средним достатком, так как обеспечивать себя вооружением и снаряжением воин должен был за собственный счёт.
Гоплиты доминировали на поле боя в течение четырёх столетий, примерно с начала VII века до нашей эры. До царя Филиппа II (отца Александра Македонского) гоплиты составляли основу классической фаланги.

Сохранившийся текст клятвы, приносимой гражданином перед вступлением на военную службу:
Клянусь не посрамить это священное оружие, не оставить товарища, стоящего рядом со мной в строю. Я буду защищать эти священные и гражданские места и не оставлю моё отечество. Я сделаю всё, чтобы оно стало больше и могущественнее. Я буду слушать тех, кто в данный момент находится у власти, и выполнять законы, которые действуют сейчас и будут действовать в будущем. Если кто-либо попытается отменить их, я не позволю им этого сделать, пока у меня будут силы. Я клянусь чтить своих предков. В свидетели я беру богов Аглавру, Гестию, Энея, Эниалия, Ареса, Афину, Зевса, Таллию, Ауксо, Гегемона, Геракла, границы отчизны и её хлеба, ячмень, вино, оливки и фиговые деревья.

## Снаряжение
К обеспечению воинов оружием греческие государства перешли ближе к концу классического периода. До этого времени граждане-гоплиты должны были сами заботиться о своем вооружении, хотя комплект оружия стоил довольно дорого. К концу VI века до н. э. в Афинах был принят закон, по которому поселенцы на Саламине должны были обеспечивать себя доспехами стоимостью 30 драхм. Данная сумма равнялась месячному доходу ремесленника того времени. При этом дорогое оружие обычно передавалось от отца к сыну. В Древней Греции производство оружия было сконцентрировано в крупных городах, а небольшие поселения вооружались за счёт импорта. При Перикле в Афинах была организована мастерская по производству щитов, в которой работало свыше 120 рабов, не считая свободных граждан; это было крупнейшее производство античной Греции.

### Вооружение
- Гоплон — большой круглый тяжёлый щит, также называемый «аргивский». Щит из-за тяжести (8 кг) при бегстве бросали первым, поэтому потеря щита считалась большим позором. Большой щит также использовали и как носилки, на которых несли погибших, с чем связывают происхождение фразы «со щитом или на щите», по легенде, принадлежавшей некой спартанке[4].
- Ксифос — короткий прямой меч, либо махайра — короткий кривой меч с обратным изгибом.
- Дори[англ.] — копьё длиной примерно в 3 метра, состоящее из древка, сделанного из дерева (либо из ясеня, либо из кизила), диаметром 5 сантиметров и весом от 1 до 2 килограммов[5], а также состоящее из плоского листовидного железного наконечника, чей вес уравновешивается подтоком. На ранних изображениях гоплиты часто имеют второе копьё, использовавшееся для метания, но в более позднем, классическом периоде, у гоплитов имеется только одно копьё.

### Доспехи
- Гиппоторакс — анатомическая кираса (рельефные изображения мышц служили как украшением, так и ребрами жесткости; обычно полный доспех весил около таланта, но встречались и доспехи весом в два таланта[6]), либо линоторакс — льняной панцирь.
- Книмиды-поножи. При отсутствии поножей к низу щита привешивался кусок материи, чтобы скрыть незащищенные голени для возможности упора в них щита.
- Глухой шлем, известный как коринфский.
- Наручи, которые хоть и были известны ещё со времён микенской эры, гоплитами использовались до середины V века до н. э. Имеются археологические находки, датируемые VII—V веками до н. э., но больше всего находок датируется VI—V веками до н. э., также найдены наплечники и набедренники VI века до н. э. преимущественно на территории Пелопоннесского полуострова; в этот период в Спарте проводилась реформа утяжеления гоплитов (видимо, из-за того, что спартанская армия составляла всего 8 мор — около 4 тысяч воинов, — и реформа проводилась для сохранения жизни спартиатов).

С середины V века до н. э. по всей Греции снаряжение гоплитов стало облегчаться, гиппотораксы стали вытесняться линотораксами (панцирь из льна), исчезают из употребления наручи, так как построение становилось более глубоким и плотным, численность воинов в отрядах увеличилась, до 256 (кроме Спарты — у неё так и осталась классическая система отрядов по 144 человека), из-за чего рубящие удары наносятся уже реже, а чаще колющие удары, при которых рука уже не подвергалась опасности быть отрубленной, копья стали удлиняться с 3 метров до 3,5—4 метров, гоплиты постепенно перерождались в сариссофоров. С середины V века до н. э. появляются наёмные гоплиты, которые обходились уже линотораксами, на животе усиливающимися чешуёй, более открытыми халкидскими шлемами и куполообразными бронзовыми шапками, называемыми «пилос», аргивскими щитами (гоплонами), новыми удлинёнными копьями — сариссами (введёнными фиванским стратегом Эпаминондом во времена войны Фив со Спартой, позже перенятыми Филиппом Македонским для своих сариссофоров). То же самое относится и к другим частям доспехов, которые во времена господства Микен были гораздо полнее, фактически представляя собой бронзовые латы.

## Строй и обучение
Первым серьёзным испытанием на прочность для греческой военной доктрины стало персидское вторжение в 546 году до н. э., обусловившее резкие изменения в тактике. Изначально граждане-гоплиты образовывали «филы», которые формировались без учёта возраста, кровного родства и уровня военной подготовки (одно из первых упоминаний о «филах» появилось в «Илиаде» Гомера). Однако численность подобного армейского деления было очень сложно соблюсти из-за естественных причин: рождение, смерть, гибель в бою. Первоначально «филы» подразделялись на «фратрии» («братства»), а «фратрии» — на роды (γένος). Но фратрийская система деления утратила свой смысл в ходе реформ около VIII века до н. э. Согласно Геродоту, в результате реформ Ликурга появились новые подразделения: эномотии (ἐνωμοτία), триакады («тридцатки», τριάκας) и сисситии.
Давший клятву гражданин назывался «эфебом» и на протяжении двух лет должен был пройти программу физической и военной подготовки — «эфебат». Элементы «эфебата» были похожи у многих греческих городов-государств. В состав физической подготовки входила специальная тренировка — «гоплитодром» (-дром (греч. δρόμος) — дорога, улица), представлявшая собой бег гоплитов в тяжёлом вооружении — в шлеме, в панцире, в поножах, со щитом и с оружием (меч, копьё), — всё общим весом около тридцати килограммов, что развивало выносливость и силу. Со временем гоплитодром вошёл в состав древнегреческих спортивных состязаний и проводился на дистанцию в один или два стадия.
Около VII века до н. э. в Греции изобрели специально для гоплитов особый строй — фалангу.
Сражались гоплиты при поддержке пельтастов и пращников (иногда также присутствовали наёмные лучники с Крита). Кавалерия (Гиппеи), если была, обыкновенно играла лишь вспомогательную роль, особенно у спартанцев, считавших кавалерию ненужной. А поскольку идеальным образцом фаланги считалась именно спартанская фаланга, то лошади в основном использовались для подвоза к полю боя богатых воинов. Однако ученик Сократа Алкивиад, помимо прочего, вошёл в историю ещё и тем, что на коне, в одиночку, прикрывал отступление фаланги, в первом ряду которой находился Сократ.
Что любопытно, элитный пеший отряд из 300 спартиатов (полноправных граждан), появившейся ещё до реформы Ликурга, именовался отрядом «всадников». Помимо сопровождения царя на войне, в мирное время «всадники» выполняли функции полицейского отряда быстрого реагирования.
Победы греков в греко-персидских войнах привели к высокому спросу в соседних странах (особенно в Персии) на наёмных гоплитов, а после походов Александра Великого, гоплиты появились в регулярных армиях восточных стран.

## Илоты-гоплиты
Во время греко-персидских войн, начиная с 424 года до н. э., в Спарте появилась традиция призывать на время войны лаконских илотов (сельских полурабов — полукрепостных) в качестве гоплитов с последующим дарованием им свободы. Причиной этого являлось малое число собственных граждан, которых едва хватало на то, чтобы держать мессенских илотов в повиновении, для чего последним ежегодно объявлялась война — Криптия.